# 1993年金文泰列車相撞事故
1993年的金文泰列車相撞事故（英語：Clementi rail accident）是一宗發生於新加坡地鐵東西線的鐵路事故。該事故為新加坡地鐵首宗嚴重事故，合共造成156名乘客受傷。事故原因在於一輛維修車輛泄漏50公升（11英制加侖；13美制加侖）的油至軌道上。

## 背景
新加坡地鐵於1987年開始營運，而連接歐南園地鐵站及裕廊东地铁站的延線則於翌年3月12日通車。在事故發生之時，有關地鐵系統已經運營六年。

## 意外詳情
在列車服務開始前，一輛維修車輛由波那维斯达地铁站與金文泰地铁站之間，至連接乌鲁班丹车厂的道岔之一段軌道發生漏油。首十列西行列車的車長報告有關列車在剎車方面遇到困難，而第十一列列車之車長曾嘗試透過緊急剎車於站內剎停列車。1993年8月5日上午7時50分，第十二列列車在金文泰地鐵站與另一列處於靜止狀態、正充電的C151型列車相撞，造成156人受傷。

## 事故調查
初步調查顯示，事故的原因在於維修機車上的一個有缺陷的橡膠圈構成泄漏50公升（11英制加侖；13美制加侖）的油。

## 跟進工作
於事故發生之後，SMRT指出會購置一批新的維修機車，用以取代有問題的維修機車。該公司亦為車站管理人員制訂一項新政策，用以讓相關人士在列車服務開始前檢查軌道上可能存在的油跡或外來物件。列車服務於事故翌日恢復。